# 티머시 칼턴
티머시 칼턴(Timothy Carlton, 1939년 10월 4일 ~ )은 잉글랜드의 배우이다.

## 출연 작품
- 그린핑거스 (2000)
- 버뮤다 특급 사건 (1994)
- 하트비트 (1992)
- 포클랜드의 생과 사 (1989)
- 로드 투 차이나 (1983)
- 진홍의 길로틴 (1982, The Scarlet Pimpernel)
- 사생활(영어판) (1979)
- 말괄량이 여기자 (1975)
- 크라운 코트 (1972)
- 빅 플레임 (1969)